# The Sacred Flame (pel·lícula de 1929)
The Sacred Flame és una pel·lícula estatunidenca estrenada el 24 de novembre de 1929, dirigida per Archie L. Mayo i protagonitzada per Lila Lee, Conrad Nagel i Pauline Frederick. Es considera una pel·lícula perduda. La pel·lícula incloïa una cançó amb el mateix nom- Està basada en la peça teatral “The Sacred Flame” (1928) de William Somerset Maugham. Dos anys després de la seva estrena, la Warner Bros. va refer la pel·lícula en castellà i en alemany i l'any 1935 va fer una nova adaptació d'aquesta obra, dirigida per William Keighley amb el títol “The Right to Live”.

## Argument
El mateix dia que el coronel Maurice Taylor dels Royal Flying Corps es casa amb Stella Elburn, té un accident amb un aeroplà que el deixa invàlid en una cadira de rodes. El matrimoni no s'ha consumat i no ha desertat de la vida gràcies a les energies de la seva dona. Tres anys més tard, l'amor s'ha refredat. Aleshores arriba d'Amèrica del Sud Colin, el germà menor de Maurice. Aquest li demana que faci sortir la seva dona perquè es diverteixi i gradualment ells dos s'enamoren. La mare dels germans coneix la situació. També la infermera Weyland, que té cura de Maurice del que està secretament enamorada, i que odia Stella per la seva actitud davant dels sofriments del marit.
Els dos enamorats planegen fugir però en el darrer moment els falta el coratge de fer-ho. Aquella mateixa nit Maurice mor. L'infermera Wayland acusa Colin d'haver assassinat el seu germà amb una sobredosi de sedants. Aleshores, Mrs. Taylor confessa que ha estat ella qui li ha administrat la dosi letal per tal d'evitar que el seu fill sàpiga que la seva dona l'ha abandonat.(ref1)

## Repartiment
- Pauline Frederick (Mrs. Taylor, la mare)
- Conrad Nagel (Coronel Maurice Taylor)
- Lila Lee (Stella Elburn)
- Alec B. Francis (Dr. Harvester)
- William Courtenay (Major Laconda)
- Walter Byron (Colin Taylor)
- Dale Fuller (infermera Wayland)

## Equip tècnic
- Direcció: Archie Mayo
- Guió: Harvey Thew (adaptació i diàlegs),[4] De Leon Anthony (intertítols)
- Muntatge: James Gribbon
- Fotografia: James Van Trees
- Productora: Warner Bros. Pictures, Inc.
- So: Vitaphone